# Wœlfling-lès-Sarreguemines
Wœlfling-lès-Sarreguemines (deutsch Wölflingen bei Bliesbrücken) ist eine französische Gemeinde mit 697 Einwohnern (1. Januar 2022) im Département Moselle in der Region Grand Est (bis 2015 Lothringen).

## Geografie
Die Gemeinde Wœlfling-lès-Sarreguemines liegt auf einem Plateau zwischen den Flüssen Saar und Blies, zehn Kilometer südöstlich von Saargemünd und sechs Kilometer südlich der Grenze zum Saarland. Umgeben wird Wœlfling-lès-Sarreguemines von den Nachbargemeinden  Bliesbruck im Norden, Gros-Réderching im Osten und Südosten, Achen im Süden sowie Wiesviller im Westen.

## Geschichte
Der Ort wurde im 12. Jahrhundert das erste Mal als Wülvelingen erwähnt.
Das Gemeindewappen ist „redend“: die Wölfe stehen für Wülflingen; der goldene Rahmen erinnert an die Herrschaft der Grafschaft Bitsch.

### Bevölkerungsentwicklung
| Jahr      | 1962 | 1968 | 1975 | 1982 | 1990 | 1999 | 2006 | 2019 |
| Einwohner | 463  | 488  | 511  | 557  | 597  | 577  | 650  | 718  |

## Persönlichkeiten
- Johann Martersteck (1691–1764), Bildhauer, Holzschnitzer und Altarbauer

## Belege
1. ↑  Zur Unterscheidung von Wölflingen bei Busendorf.
2. ↑  Wappenbeschreibung auf genealogie-lorraine.fr (französisch)